# 107 Риб
107 Риб (лат. 107 Piscium) — зоря, розташована в сузір'ї Риб на відстані приблизно 24,4 світлових років від Сонця.

## Характеристики
Зірка належить до класу помаранчевих карликів головної послідовності, її маса та діаметр становлять 89% і 80% сонячних відповідно. Яскравість зірки становить 37% сонячної. 107 Риб, можливо, є змінною зорею, в каталозі зір, що підозрюються у змінності, вона позначена як NSV 600.

## Найближче оточення зорі
Зоряні системи, розташовані на відстані до 10 світлових років від системи 107 Риб:
| Зірка      | Спектральний клас | Відстань (св. років) |
| L 1157-47  | M V               | 5,4                  |
| LP 469-206 | M V               | 5,6                  |
| AC+25 7918 | M3 V              | 6,5                  |
| LP 469-67  | M V               | 7,0                  |
| Глізе 105  | K3 V/M3,5 V/M V   | 7,8                  |
| HR 222     | K1-2 V            | 8,4                  |
| L 1305-10  | M4-6 V            | 9,5                  |

## В науковій фантастиці
Система 107 Риб згадується в романі Аластера Рейнольдса «Прірва спокути» (англ. Absolution Gap). Навколо зорі обертаються газовий гігант Хелдора (англ. Haldora) та його населений супутник Хела (англ. Hela).